# Arkimedeion
L'Arkimedeion era un museo scientifico e tecnologico dedicato ad Archimede. Situato nella città di Siracusa, mostra le invenzioni, le scoperte e le nozioni del noto matematico e fisico greco vissuto a Siracusa fra il 287 e il 212 a.C.
Al suo interno ospitava inoltre laboratori didattici e un cinema in tre dimensioni.
Subito dopo la stagione turistica 2014 il museo ha chiuso senza comunicazioni ufficiali da parte dell'ente gestore.

## Il museo

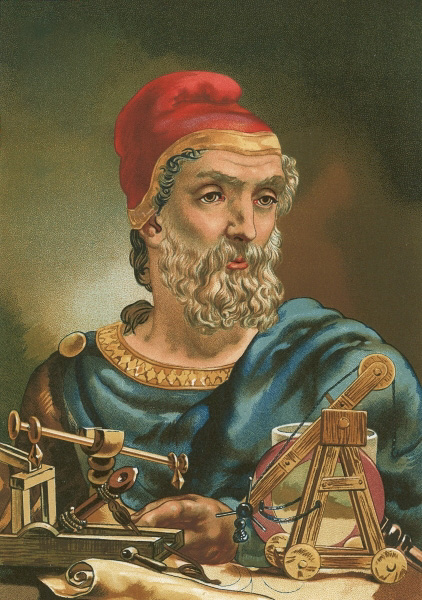
Archimede e le sue invenzioni

L'Arkimedeion è un museo multimediale scientifico.
Ogni zona del sito è accompagnata da supporti multimediali che consentono al visitatore una comprensione delle grandi scoperte matematiche, come le misure di superfici e di volumi, la quadratura del cerchio, il calcolo del baricentro dei corpi e scoperte fisiche, come il principio della leva, il galleggiamento dei corpi, conosciuto come il Principio di Archimede.
Le spiegazioni sono spesso affidate a stimolanti simulazioni e sono accompagnate da note, informazioni sull'opera, aneddoti, per guidare il visitatore all'interno del periodo storico nel quale è vissuto Archimede.
I temi illustrati sono raggruppati seguendo tre linee principali:
a) macchine per la guerra e la pace; b) matematica e geometria; c) fisica statica e idrostatica.

### Cinema 3D - Science Gymnasium
L'Arkimedeion ha attivato un cinema tridimensionale, il Science Gymnasium, nel quale è possibile visionare cortometraggi scientifici in tre dimensioni. I primi film a disposizione della struttura sono stati:
- Tsunami: alla scoperta dei segreti della terra; di INGV (Istituto Nazionale di Geofisica e Vulcanologia), Paco Lanciano, 15'
- Plancton: alla scoperta del mondo sottomarino; di CNR IBAM-IANC, Francesco Gabelloni, 10'
- Delfini: alla scoperta dei nostri amici del mare; di CNR IBAM-IANC, Francesco Gabelloni, 10',55"

### Laboratori didattici
Il museo propone un programma di laboratori e attività per i bambini tra i 3 e i 10 anni, con tre proposte articolate in base alle fasce d'età.
Il primo tema prende il titolo di "Cos'è la luce?"; il secondo tema prende il titolo di "Che significa stare a galla?"; e il terzo tema prende il nome di "Specchi ustori".
I tre laboratori offrono varietà di esperimenti per l'apprendimento.

### Opere esposte al museo
Nel museo è possibile vedere le riproduzioni delle sue celebri invenzioni.
- Manus ferrea
- Pesce saliscendi
- Punta dell'iceberg
- Una miriade
- Paradosso meccanico
- Spinta di Archimede
- Sabbia e acqua
- Corona del re Gerone
- Proiettili simultanei
- Catapulta

- Coclea
- Vite infinita e ruote dentate
- La leva
- Il tempio
- Il planetario
- Stomachion
- Microscopio
- Solidi di Archimede
- Sfera e cilindro
- Quadratura della parabola

- Miraggio delle parabole
- Paraboloidi: microfono parabolico
- Paraboloidi: specchi ustori
- Quadratura del cerchio
- Spirale di sabbia
- Aritmetica di sabbia
- Sezioni coniche

## Curiosità

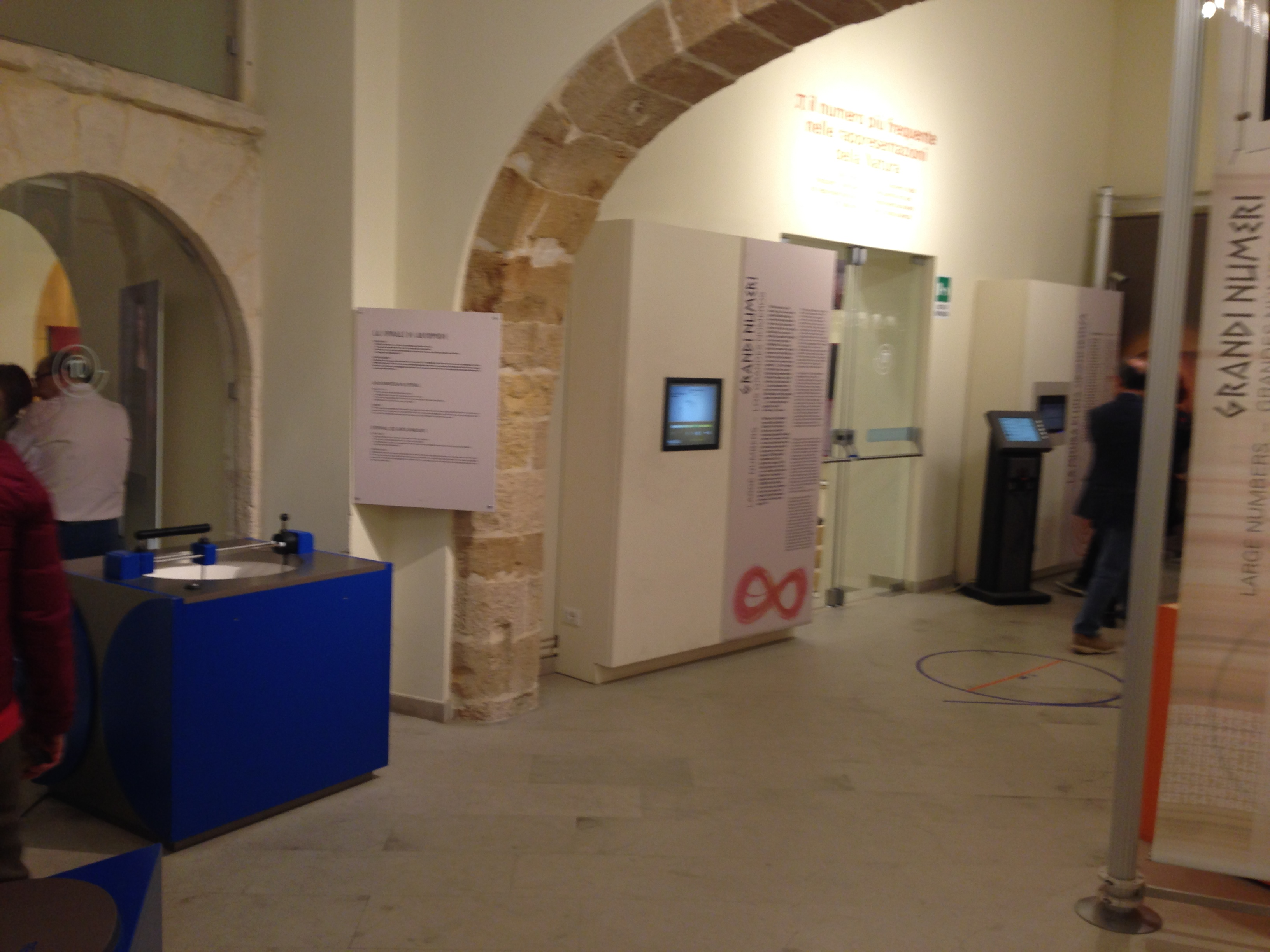
Una delle sale del museo

Le opere esposte all'Arkimedeion sono state in anteprima trasportate a Milano, nel Museo Nazionale della Scienza e della Tecnologia Leonardo da Vinci, per l'occasione della mostra intitolata "Eureka! Le intuizioni geniali di Archimede", in onore del noto scienziato.
Una selezione degli stessi exhibit interattivi dell'Arkimedeion è inoltre stata esibita nel 2012 al Parco Tematico Oltremare di Riccione, nell'ambito della mostra "Pianeta Scienza. Le geniali intuizioni di Archimede".